# Jeumpet Ajun
Jeumpet Ajun is een bestuurslaag in het regentschap Aceh Besar van de provincie Atjeh, Indonesië. Jeumpet Ajun telt 2137 inwoners (volkstelling 2010).